# Samuel Isaac Weissman
Samuel Isaac Weissman (South Bend, Indiana, 25 de junho de 1912 — 12 de junho de 2007) foi um químico e professor norte-americano mais conhecido pelo seu trabalho no Projecto Manhattan.

## Biografia
Formou-se em Ciências pela Universidade de Chicago em 1933 e doutorou-se pela mesma universidade em 1938.
Weissman trabalhava num projecto com lasers na Universidade da Califórnia em Berkeley, quando foi convidado a juntar-se ao Projecto Manhattan de desenvolvimento da Bomba Atómica, em 1943.
Depois deste cargo, Weissman foi para a Universidade de Washington em St. Louis, em 1946 tornando-se professor em 1955.
Weissman foi membro da United States National Academy of Sciences.
Weissman aposentou-se da Universidade de Washington em 1980 e morreu poucos dias antes de fazer 95 anos.